# Vườn quốc gia Gardens of Stone
Vườn quốc gia Gardens of Stone là một vườn quốc gia ở bang New South Wales, Úc, cách thành phố Sydney 125 km về phía tây bắc. Vườn quốc gia này là thành phần của Greater Blue Mountains Area một di sản thế giới của UNESCO.

## Sự kiện
- Diện tích: 151 km²
- Tọa độ: 33°12′45″N 150°05′45″Đ / 33,2125°N 150,09583°Đ
- Ngày thành lập: 30.11.1994
- Cơ quan quản lý: New South Wales National Parks and Wildlife Service.
- Loại IUCN: II